# Gynatresie
Gynatresie ist die Sammelbezeichnung für verschiedene, angeborene Fehlbildungen der inneren weiblichen Geschlechtsorgane, bei denen durch Hemmungsfehlbildungen Hohlräume oder Gänge der inneren weiblichen Geschlechtsorgane verschlossen sind.
Dabei wird zwischen dem völligen und teilweisem Verschluss einzelner Mündungen oder Kanäle des Genitales, z. B. der Vagina, des Gebärmutterhalses, oder der Eileiter unterschieden.
Häufig sind dabei Hymenalatresie des Hymen, die Vaginalatresie sowie die Atresie der Gebärmutter oder der Eileiter.

## Unterteilung nach ICD-10
Die Internationale statistische Klassifikation der Krankheiten und verwandter Gesundheitsprobleme ICD unterscheidet zwischen den neun folgenden Krankheitsbildern, die unter dem Oberbegriff Gynatresie zusammengefasst werden und zu den Angeborenen Fehlbildungen der Genitalorgane zählen:
- Q52.0: Fehlen der Vagina
- Q52.1: Vagina duplex (doppelt angelegt)
- Q52.2: Rektovaginale Fistel
- Q52.3: Hymenalatresie (Fehlbildung des Hymen)
- Q52.4: Sonstige angeborene Fehlbildungen der Vagina (inkl. Processus vaginalis und vaginalen Zysten)
- Q52.5: Zusammengewachsene Labien
- Q52.6: Fehlbildungen der Klitoris
- Q52.7: Sonstige Fehlbildungen der Vulva
- Q52.8: Sonstige Fehlbildungen der weiblichen Genitalorgane (mit entsprechender Einzelbeschreibung)
- Q52.9: Fehlbildung der weiblichen Genitalorgane (nicht näher bezeichnet)